# 히가시이치에촌
히가시이치에촌(東市江村)은 아이치현 가이사이군에 설치되었던 촌이다. 현재의 아이사이시 남부·야토미시 북부에 해당한다.